# Serge Fiorio
 (août 2014).
Serge Fiorio, né le 11 octobre 1911 à Vallorbe, en Suisse, de parents piémontais, et mort le 11 janvier 2011 à Viens, dans le Vaucluse, est un peintre italien d'origine piémontaise. Son père était cousin de Jean Giono. Il s'était installé après la Seconde Guerre mondiale dans les Alpes-de-Haute-Provence, à Montjustin, où il a vécu et peint de 1947 à 2011.

## Biographie
Né en 1911 à Vallorbe en Suisse, de parents piémontais, Serge Fiorio suit sa famille qui déménage souvent, selon les déplacements de l'entreprise paternelle (maçonnerie, travaux publics) vers le lieu de ses chantiers successifs — principalement le percement de tunnels.
En 1924, c'est l'installation pour seize ans à Taninges, petit village de Haute-Savoie, où l'entreprise Fiorio exploite une carrière à ciel ouvert pour le chargement de routes et divers ouvrages de maçonnerie. Très tôt — à quatorze ans — Serge y travaille, vivant avec les ouvriers. Parallèlement, il les dessine, puis bientôt les peint. Après la rencontre de masques en rase campagne, les fêtes de Carnaval également l'inspirent — et continueront de le faire, devenant l'un de ses thèmes favoris, tout au long de son œuvre.

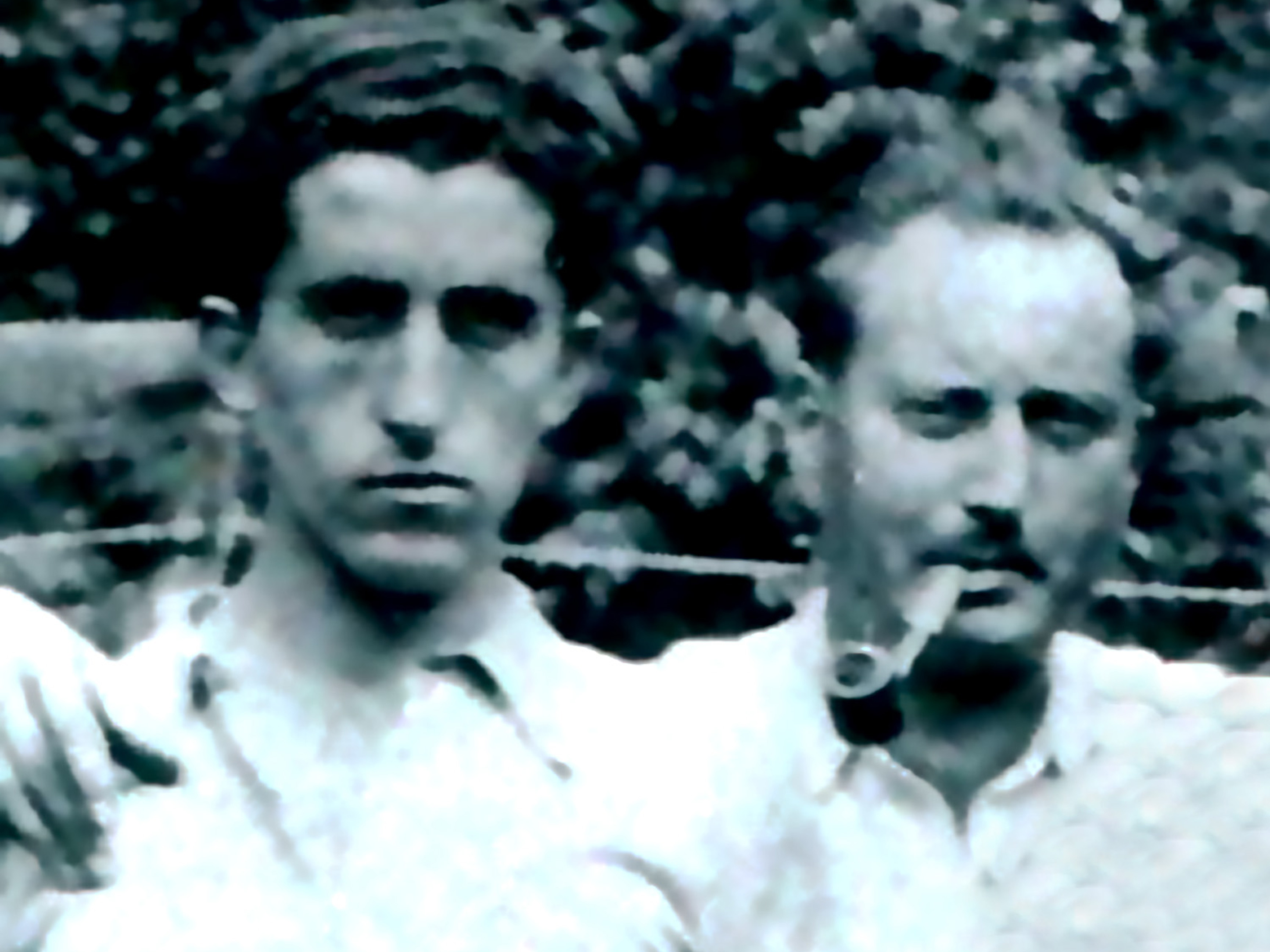
Serge Fiorio et son cousin Jean Giono

Giono, cousin de son père, s'intéresse tout de suite à ses premiers essais de mise en œuvre, puis lui demande de réaliser son portrait. Après cette œuvre, le jeune artiste autodidacte prend de l'assurance.
Curieux de ce que Giono lui en a dit au cours d'un de ses séjours de vacances chez les Fiorio à Taninges, en 1931, le peintre Constant Rey-Millet se rend au baraquement du chantier où travaille Serge pour se rendre compte de visu de ce que le jeune peintre accomplit. En naîtra une amitié pendant laquelle Rey-Millet, par deux fois, dessinera au crayon le portrait de Serge.
En 1936, dans le but de peindre davantage, il quitte la vie de carrier pour s'installer photographe ; jusqu'à sa mobilisation, en 1939, à Bourgoin, dans l'Isère, pendant laquelle il s'exprime alors au lavis et à la gouache.
1938 : Grâce à son Portrait de Jean Giono, c'est la rencontre d'Eugène Martel, le peintre de Revest-du-Bion. Ils échangent jusqu'au décès de Martel en 1947, une importante correspondance.
1939 : mobilisation dans le génie, où il fait la connaissance de l'arlésien Paul Geniet — simple soldat comme lui — qui, avec sa femme Yvonne, deviendront ses confidents épistolaires favoris sur une dizaine d'années environ.
1940 : amitié avec l'écrivain Luc Dietrich, qui lui fera rencontrer le poète Lanza del Vasto.
Avec son frère Aldo, ils s'installent à Campsas en Tarn-et-Garonne, où ils exploitent une ferme, tout en prêtant main-forte à la Résistance installée dans la région. Il y peindra une moderne Pietà, sa grande toile intitulée La Mort du camarade.
La guerre terminée, et après plusieurs déboires, il rêve de Haute-Provence ; s'en ouvre à Giono qui le dirige, comme à tout hasard, vers son découvreur et ami Lucien Jacques, aquarelliste installé depuis peu à Montjustin, à mi-chemin entre Apt et Manosque. Serge Fiorio n'aura de cesse de vouloir s'y installer pour toujours. C'est ce que fait la tribu Fiorio tout entière, en 1947, en venant habiter l'ancien presbytère délabré, perché tout au sommet du village. Serge Fiorio y peint de plus en plus, n'ayant jamais cessé de le faire ; ce qui permet aux Fiorio d'acheter, alors en ruine, des maisons à restaurer, des terres à cultiver, et d'élever aussi un troupeau de chèvres et de brebis.
Dès 1948, les Fiorio adhèrent au Mouvement de la Paix, présidé par leur ami Yves Farge.
Amitié avec un couple de jeunes poètes : Lucienne Desnoues et Jean Mogin, le fils de Norge, ainsi qu'avec le collectionneur André Bernard et son épouse la chanteuse Josy Andrieu qui partageront avec lui l'amitié de Joan Baez en conduisant plusieurs fois l'artiste américaine à Montjustin, dans son atelier.
En 1979, c'est le début d'une correspondance « écologique » avec Adrienne Cazeilles, une institutrice de la vallée de l'Aspre entendue à la radio dans sa Radioscopie par Jacques Chancel.
Il meurt le 11 janvier 2011, à onze heures, chez des amis, à Viens, dans le Vaucluse.

## Expositions
Il expose aussi bien dans les villages autour de chez lui qu'à Paris, qu'en Suisse ou en Allemagne de par son amitié avec le jeune écrivain Hubert Fichte, venu comme berger à Montjustin. La presse, spécialisée ou non, parle de lui. Cinq photographes resteront ses amis jusqu'à leur mort ou à la sienne : Lucien Clergue, Marcel Coen, Robert Doisneau, Henri Cartier-Bresson et Martine Franck.
En 1969, Picasso installe — en hommage d'admiration privée — le grand cheval blanc du Manège qui fait l'affiche de l'exposition Fiorio à la Galerie 65 de Cannes sur les murs de son atelier[réf. souhaitée]. 
Grâce à Pierre Martel, fondateur d'Alpes de Lumière, il rencontre puis se lie d'amitié avec Aimée Castain, bergère et peintre autodidacte comme lui. En 1979, Fiorio rédige une préface pour l'exposition de peinture d'Aimée Castain à Roussillon, dans le Vaucluse[réf. souhaitée]. 
Comme après 1970, les expositions de Fiorio s'étaient faites plus rares, c'est à l'initiative d'Hubert Marcelly qu'en 1983, à Taninges est organisée la première rétrospective de ses œuvres, depuis l'année 1932. D'autres rétrospectives se dérouleront ensuite, organisées par le Centre Jean Giono, au château de La Tour-d'Aigues ou à la Médiathèque de Céreste.
Les Amis des Arts de Reillanne organisent la première exposition posthume d'une vingtaine de ses œuvres accompagnées de nombreux documents. Une exposition à la Galerie Pierre-Hélen Grossi d'Apt, du 20 juillet au 15 septembre 2013, rassemble 72 œuvres, avec un texte de présentation d'André Lombard. 
Une exposition Fiorio a eu lieu du 4 juillet au 12 septembre 2015, à la médiathèque Lucien Jacques de Gréoux-les-Bains, dans les Alpes de Haute-Provence.
Début octobre 2017, Vincent Girard (de la Médiathèque Départementale des Alpes de Haute-Provence) réalise le projet d'une exposition célébrant Trois de Montjustin : Serge Fiorio, Lucienne Desnoues et Lucien Jacques. L'inauguration a lieu le 7 octobre à Céreste tandis que le 14, un autre rendez-vous est fixé pour une conférence donnée, toujours à Céreste, par Jacky Michel et André Lombard. C'est à cette occasion que l'anthropologue Jean Benoist présente la peinture de Fiorio dans un livret d'accompagnement[réf. souhaitée].
Du 12 juillet au 19 septembre 2021, une exposition Fiorio initiée et mise en place par les bénévoles du Patrimoine de Forcalquier se tient au musée de cette ville.

## Biographies
En 1992, les éditions Le Poivre d'Âne, de Manosque, publient le tout premier album intégralement consacré à son œuvre, L'Itinéraire, biographique du peintre écrite par son ami André Lombard, avec les photos de Pierre Ricou et une préface signée par Pierre Magnan. 
L'année de sa mort, en juillet 2011, paraît un ouvrage sur la vie du peintre et sur son œuvre, composé de deux textes complémentaires : Pour saluer Fiorio d'André Lombard, précédé de Rêver avec Serge Fiorio par Claude-Henri Rocquet — qui est venu le rencontrer une petite année plus tôt dans son atelier.
«...Ah oui, Serge Fiorio, un être exquis, je me rappelle. Exquis, je me ressaisis. Âpre et cordial comme un légionnaire conçu par un primitif...» (Charles-Albert Cingria, lettre à Jean-Marie Dunoyer, 1935)
Un autre ouvrage consacré à ce peintre paraît en avril 2015 aux éditions La Carde à Viens : Habemus Fiorio ! par André Lombard. 
En juillet 2021, relatant, entre autres, la vie de la constellation Fiorio à Montjustin de 1947 à 2011, paraît Dans le miroir des jours d'André Lombard aux éditions La Carde de Viens, en Vaucluse.
En juin 2023 paraît Pour mémoire, traitant de la constellation Fiorio.

## Œuvres
- La Famille ouvrière, 1933
- Les Quatre âges de la vie, 1934
- Portrait de Jean Giono, 1934
- Portrait de mes grands-parents, 1935
- Les Joueurs de Morra, 1935
- La Mort du Camarade, 1950
- La Grande Souche, 1960
- Carnaval en forêt, 1970
- Les Quatre saisons, 1981
- Les Hauts Plateaux, 1981
- Deuxième portrait de Jean Giono, 1989
- Le Rêve du berger, 1991